# Гурули, Лаша (боксёр)
Лаша Гурули (груз. ლაშა გურული; род. 27 августа 1996, Рустави, Квемо-Картли, Грузия) — грузинский боксёр-профессионал, выступающий в 1-й полусредней весовой категории. Член сборной Грузии по боксу в 2010-х — 2020-х годах, бронзовый призёр Олимпийских игр 2024 года, двукратный бронзовый призёр чемпионата мира (2021, 2023), серебряный призёр Европейских игр (2023), серебряный призёр чемпионата Европы (2022), многократный победитель и призёр международных и национальных турниров в любителях.

## Биография
Лаша Гурули родился 27 августа 1996 года в городе Рустави, в регионе Квемо-Картли, в Грузии.

## Любительская карьера
В июне 2017 года в Харькове (Украина), участвовал на чемпионате Европы в категории до 64 кг, но в первом раунде соревнований он в конкурентном бою по очкам проиграл опытному немцу Владиславу Барышнику.
В июне 2019 года в Минске (Белоруссия), участвовал в боксёрском турнире на Европейских играх, в категории до 64 кг. Где он в 1/16 финала по очкам победил молдавского боксёра Дмитрия Галагоца, но затем в 1/8 финала по очкам проиграл турецкому боксёру Эрдемиру Тугрулхану.
В сентябре 2019 года в Екатеринбурге (Россия), участвовал на чемпионате мира в категории до 69 кг. Где он в 1/32 финала по очкам победил иранского боксёра Саджада Каземзаде, затем в 1/16 финала по очкам победил киргизского боксёра Абдурахмана Абдурахманова, но в 1/8 финала по очкам проиграл опытному англичанину Пэту Маккормаку, — который в итоге стал серебряным призёром чемпионата мира 2019 года.
В начале ноября 2021 года в Белграде (Сербия), стал бронзовым призёром чемпионата мира в категории до 67 кг. Где он в 1/16 финала по очкам победил боксёра из Словакии Михала Такача, затем в 1/8 финала по очкам победил иранского боксёра Мослема Махсуди Мала Амири, в четвертьфинале по очкам в конкурентном бою победил кубинца Кевина Хейлера Брауна, но в полуфинале путём неявки из-за травмы проиграл американцу Омари Джонсу, — который в итоге стал серебряным призёром чемпионата мира 2021 года.
В мае 2022 года стал серебряным призёром чемпионата Европы в Ереване, в весе до 67 кг, где в четвертьфинале по очкам решением большинства судей победил армянина Гургена Мадояна, в полуфинале по очкам единогласным решением судей победил боксёра из Уэльса Иоана Крофта, но в финале по очкам единогласным решением судей проиграл опытному россиянину выступающему за Сербию Вахиду Аббасову.

## Профессиональная карьера
В марте 2025 года перешёл в профессионалы и дебютировал в родном городе Рустави. Соперником был небитый ганец Бернард Эбби. Соперник смог удивить послав фаворита в нокдаун во 2-м раунде, но позже, в 5-ом сам оказался на полу. Гурули взял бой по очкам. Счёт судей: 58—53.
19 июля 2025 года в Лондоне (Англия) на стадионе «Уэмбли» в андеркарде боя Александр Усик - Дэниел Дюбуа встретился с Джеймсом Фрэнсисом. Обладая превосходящими физическими данными Лаша сразу завхватил преимущество в ринге, перебивал соперника на любой дистанции. Британец отказался от продолжения боя после 4-х раундов боя. RTD 5.

## Таблица профессиональных поединков
В таблице перечислены результаты всех поединков боксёров.
В каждой строке указан результат поединка. Дополнительно номер поединка обозначен цветом, который обозначает итог поединка. Расшифровка обозначений и цветов представлена в нижеследующей таблице.
| Пример | Расшифровка                     |
| ------ | ------------------------------- |
|        | Победа                          |
|        | Ничья                           |
|        | Поражение                       |
|        | Планируемый поединок            |
|        | Поединок признан несостоявшимся |
| КО     | Нокаут                          |
| ТКО    | Технический нокаут              |
| PTS    | Решение судей (по очкам)        |
| UD     | Единогласное решение судей      |
| MD     | Решение большинства судей       |
| SD     | Раздельное решение судей        |
| RTD    | Отказ от продолжения боя        |
| DQ     | Дисквалификация                 |
| NC     | Поединок признан несостоявшимся |

| 2 поединка, 2 победы (1 нокаутом). | 2 поединка, 2 победы (1 нокаутом). | 2 поединка, 2 победы (1 нокаутом). | 2 поединка, 2 победы (1 нокаутом). | 2 поединка, 2 победы (1 нокаутом).     | 2 поединка, 2 победы (1 нокаутом). | 2 поединка, 2 победы (1 нокаутом).                               |
| Бой                                | Рекорд                             | Дата                               | Соперник                           | Место боя                              | Результат                          | Данные о бое                                                     |
| ---------------------------------- | ---------------------------------- | ---------------------------------- | ---------------------------------- | -------------------------------------- | ---------------------------------- | ---------------------------------------------------------------- |
| 2                                  | 2-0                                | 19 июля 2025                       | Джеймс Фрэнсис (7-1)               | Стадион Уэмбли, Лондон, Великобритания | RTD 5 (6), 0:02                    |                                                                  |
| 1                                  | 1-0                                | 15 марта 2025                      | Бернард Абби (6-0)                 | Rustavi Sports Palace, Рустави, Грузия | UD 6                               | Счёт судей: 58-53, 58-53, 58-53.Гурули в нокдауне во 2-м раунде. |
| Бой                                | Рекорд                             | Дата                               | Соперник                           | Место боя                              | Результат                          | Данные о бое                                                     |

## Награды
- Орден Чести (2024 год)[17]